# Día Nacional de la República de China
El Día Nacional de la República de China, también llamado como el Día del Doble Diez o Día del Doble Décimo, es una festividad nacional celebrada principalmente en la República de China el 10 de octubre. Se celebraba en la China continental también hasta 1949, con el fin de la guerra civil china. En esta se conmemora el inicio del levantamiento de Wuchang del 10 de octubre de 1911 porque supuso el colapso de la dinastía Qing y la constitución de la República de China en el 1 de enero de 1912.
Con la expulsión del gobierno nacionalista de la china continental, la festividad se celebra en los territorios controlados por este y por algunas comunidades chinas ultramarinas.

## Celebración en Taiwán

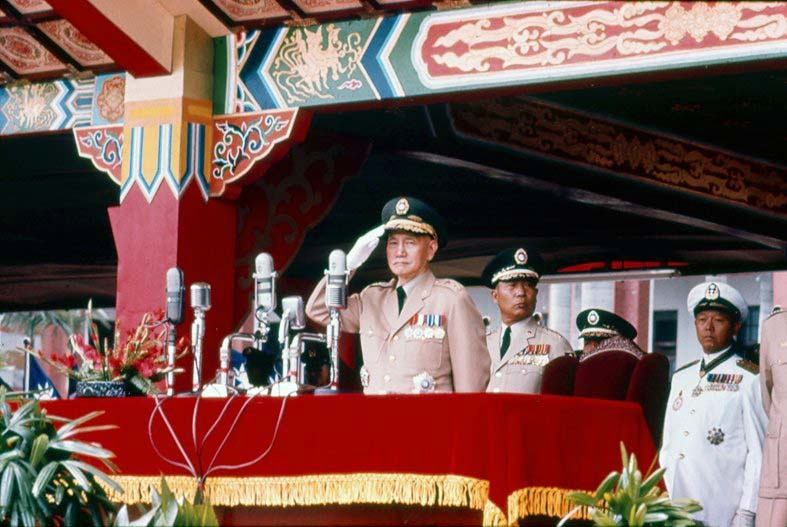
El antiguo presidente de Taiwán Chiang Kai-shek en 1966.

Durante la constitución de la República de China, Taiwán o la isla de Formosa, llevaba bajo control japonés desde 1895. No sería hasta la capitulación del Imperio del Japón en 1945 que la isla volvería bajo control de la República China. Desde este suceso, comenzaría a celebrarse esta festividad en la isla.
En Taiwán, la celebración inicia izando la bandera nacional en frente del Palacio presidencial de Taipéi, junto al himno nacional de la República de China. Acto seguido se produce un desfile militar. Este día también se realizan actos relacionado con la cultura china o de los aborígenes taiwaneses, como la danza del león o el uso de instrumentos y ritmos autóctonos. Más adelante, el presidente de la República de China da un discurso a la nación y se lanzan fuegos artificiales.
Rara vez no se ha celebrado este evento. Pero en 2009, no se realizó para utilizar el dinero destinado al festival (70 millones de nuevos dólares taiwaneses) en sufragar los daños causados por el Tifón Morakot.

### Desfile Militar en el Día Nacional
En el pasado, las Fuerzas armadas de la República de China eran las que tradicionalmente desfilaban. Durante esta, las tropas y otros vehículos blindados marchaban en frente del Palacio presidencial de Taipéi. Normalmente, embajadores, oficiales y otros representantes son invitados al desfile. Seguido del himno y de disparar 21 salvas de artillería, el comandante del desfile se dirigirá hacia el presidente para pedirle permiso para iniciar el desfile propiamente dicho. Hasta 1975, el presidente también revistan las formaciones sobre un vehículo, cada formación presentaba armas en su presencia y las guidones de compañías y estandartes se inclinaban hacia este como salute. El discurso final ocurre cuando el presidente se dirige a la nación y las tropas se colocan en mitad de la carretera. 

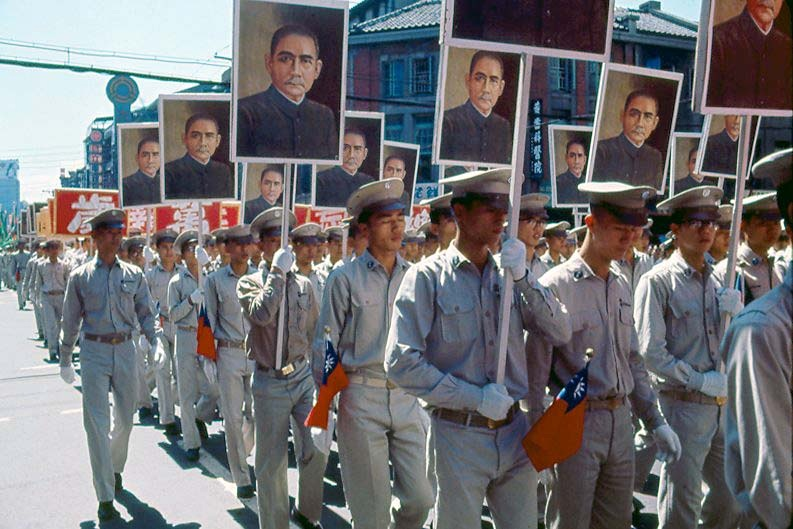
Estudiantes sujetando pancartas de Sun Yat-sen en 1965.

El desfile se ha mantenido de manera intermitente. El primero se realizó en 1949 en Taiwán cuando servía Chen Cheng como oficial de supervisión. El desfile de 1964 fue parado por un incidente. En este, un F-104 Starfighter que volaba a baja altitud se chocó con la torre de la Corporación de Retransmisión de China, haciendo que el tanque de combustible cayera y matara a tres personas, incluida una mujer y su hijo en frente de la Oficina Central Meteorológica de Taipéi. Acto seguido se les encomendó a los dos F-104 restantes buscar el avión estrellado, pero accidentalmente terminaron colisionando y cayeron en la Nueva Taipéi, muriendo los dos en el acto. No se volvió a realizar un desfile hasta 1971 (el 60 aniversario desde el levantamiento de Wuchang). Cuando Chen Shui-bian fue elegido en el 2000, se dejó de realizar desfiles hasta 2007. Con el siguiente presidente elegido en 2008, Ma Ying-jeou, solo se realizó un desfile en su mandato. El mismo número de desfiles se han realizado con la actual presidenta Tsai Ing-wen.
La tradición de gritar "¡Viva a la República de China!" al final del discurso del presidente no fue dicho por primera vez en 2016. También, en ese mismo año, fue la primera vez en la que se lanzó fuegos artificiales y marcharon policías en el desfile, pasando por romper la tradición de un desfile puramente militar a introducir personal civil uniformado.

## Celebración fuera de Taiwán

### China Continental
Desde que el Partido Comunista de Chino se hizo con el control de la china continental en 1949, el 10 de octubre se celebra el aniversario de la Revolución de Xinhai. De todas formas, los reductos de personas fieles al anterior gobierno siguieron celebrándolo en la clandestinidad.

### Hong Kong y Macao
En la excolonia británica de Hong Kong celebraban el Día Nacional de la República de China hasta que el gobierno de Reino Unido cortó las relaciones diplomáticas con la República de China en favor del reconocimiento de la República Popular China en 1950.  Por otro lado, la excolonia portuguesa de Macao lo siguió celebrando hasta 1979, fecha en la que Portugal reconoció al gobierno de Pekín.
Aunque en ambas colonias dejaran de celebrar de manera oficial este día, los que apoyaban al gobierno taiwanés seguirían mostrando la bandera del país aquel día, y los diferentes organismos diplomáticos situados en ambos territorios apoyarían iniciativas privadas para fomentar el festejo de este. A partir de 1997 en Hong Kong y 1999 en Macao, se prohibiría el mostrar de manera pública la bandera de la República China.
En la actualidad, ambas regiones administrativas especiales celebran lo mismo que la china continental, la Revolución de Xinhai.

### Otros países
Otras comunidades chinas de otros países tuvieron un rol importante para el derrocamiento de la dinastía Qing mediante la financiación del movimiento del fundador de la República de China, Sun Yat-sen. Por eso otras comunidades, como en las Chinatowns de San Francisco o Chicago, siguen celebrándolo cada año.

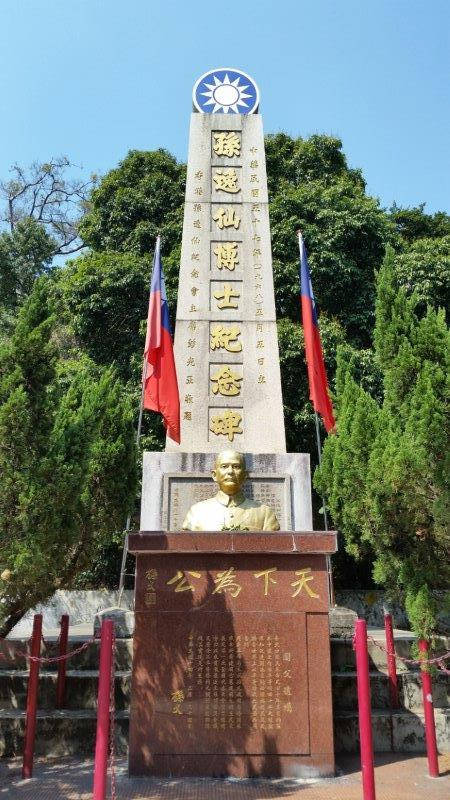
Obelisco y banderas en el Jardín Conmemorativo de Sun Yat-sen, Hong Kong